# Cities: Skylines
Cities: Skylines er et simulationsspil, hvor spilleren kan planlægge, opføre og udvikle en by. Spillet er udviklet af den finske spiludvikler Colossal Order og udgivet af Paradox Interactive. Skylines blev udgivet på Steam, en online distributionsservice til spil, til Windows, macOS og Linux, den 10. marts 2015. City: Skylines er Paradox's mest solgte spil pr. marts 2019: Inden for 24 timer, efter spillet var udgivet, blev der solgt 250.000 eksemplarer; inden for en uge, 500.000 eksemplarer; inden for en måned, en million eksemplarer; og et år efter udgivelsen, var salget nået op på 2 millioner eksemplarer; efter to år var spillet blevet solgt 3,5 millioner gange. I marts 2018 annoncerede skaberne, at spillet havde solgt mere end fem millioner eksemplarer på pc-platformen alene. I marts 2019, fire år efter udgivelsen, meddelte Colossal Order, at Cities: Skylines havde solgt flere end 6 millioner eksemplarer på tværs af alle platforme.
Spillet er forbundet med Steam, sådan at det er muligt for spilleren at downloade brugerskabte modifikationer og tilføjelser i form af bygninger, veje m.m.[kilde mangler]